# 田村英樹
田村 英樹（たむら ひでき）は、日本のゲームクリエイター、元アニメーター。

## 経歴
ネオメディア出身。1980年代を代表するアニメーターの一人で、金田伊功といのまたむつみの影響を色濃く受けたタイミングとパース描写に、後世で言われる所の萌え要素を併せ持った華のある絵柄が特徴。
ネオメディア、スタジオMIN、カナメプロダクションを経てアニメーターを引退した後は、フリーデザイナーとして横浜博覧会のキャラクターデザインを務め、ゲームクリエイターへと転身。サクセスの『コットン』シリーズなどを担当する。

## 参加作品

### ゲーム
- コットン（キャラクターデザイン・ストーリー）
  - アーケードで発表。横スクロールシューティングゲーム。
- パノラマコットン（企画・ディレクター・ゲームデザイン・キャラクターデザイン）
  - メガドライブで発売。擬似3Dシューティングゲーム。
- KEEPER（キャラクターデザイン）
  - X68000・スーパーファミコン・プレイステーション用ソフト。パズルゲーム。
- 四柱推命ピタグラフ（ビジュアルデザイン）
  - セガサターン・プレイステーション用ソフト。占い診断ソフト。
- 大富豪DX（企画・ディレクター・ゲームデザイン）
  - レストラン情報端末PLUS-eで発表。カードゲーム。
- ZOOO（ディレクター・ゲームデザイン）
  - ゲームボーイアドバンスと携帯電話アプリで発売。落ち物パズルゲーム。
- 戦国寿司（企画・ディレクター・キャラクターデザイン）
  - 携帯電話アプリで発売。テーブルゲーム。
- 念力の泉（企画・ディレクター・キャラクターデザイン）
  - 携帯電話アプリで発売。念力開発支援ツール。
- リバースリバーシ（企画・ディレクター・ゲームデザイン）
  - 携帯電話アプリで発売。テーブルゲーム。
- 変型五目ならべ（企画・ディレクター・ゲームデザイン）
  - 携帯電話アプリで発売。テーブルゲーム。
- タイルズ（企画・ディレクター・ゲームデザイン）
  - 携帯電話アプリで発売。落ち物パズルゲーム。
- 二角四川省（企画・ディレクター・ゲームデザイン）
  - 携帯電話アプリで発売。テーブルゲーム。
- イレーサー（企画・ディレクター・キャラクター・メカデザイン）
  - 携帯電話アプリで発売。3Dレースゲーム。
- ラッキーパズル（ディレクター・ゲームデザイン）
  - 携帯電話アプリで発売。パズルゲーム。

### アニメーター時代

#### TVアニメ
- ゲームセンターあらし （原画）
- プラレス3四郎 （原画）
- 北斗の拳 （原画）
- うる星やつら （原画）
- 魔境伝説アクロバンチ （原画）
- 亜空大作戦スラングル （原画）
- 黄金戦士ゴールドライタン （原画）
- 特装機兵ドルバック （アニメーションメカデザイン）
- 戦え!超ロボット生命体トランスフォーマー（原画）
- 超獣機神ダンクーガ （後期OPアニメーション：原画）
- アニメ三銃士 （OPアニメーション：原画）

#### OVA
- バース （原画）
- 幻夢戦記レダ （原画）
- 魔法のルージュ りっぷ☆すてぃっく（原画）※氷枕寝太郎名義
- ドリームハンター麗夢 （原画）
- 夢次元ハンターファンドラ （PART1：キャラクターデザイン・原画）
- 装鬼兵MDガイスト （原画）
- 学園特捜ヒカルオン （原画）
- メタルスキンパニック MADOX-01 （キャラクターデザイン・原画）
- 魔境外伝レディウス （アニメーションキャラクターデザイン・メカデザイン・場面設定）
- 県立地球防衛軍 （OPアニメーション：コンテ・デザイン・原画）
- くりいむレモン PART10 STAR TRAP（原画）※みずまくら名義
- プロジェクトA子 （原画）
- くりいむレモン PART15 超次元伝説RALLII〜ラモー・ルーの逆襲〜（原画）※みずまくら名義
- くりいむレモン PART16 エスカレーション3〜天使たちのエピローグ〜（キャラクターデザイン、原画）※クレジット表記無し
- うる星やつら 完結篇 （原画）

### その他の作品
- スターソルジャー （キャラクターデザイン）
- 横浜博覧会 （松下館キャラクターデザイン）
- 極楽VIPERシリーズ （ディレクター・ゲームデザイン）
- CR哲也～雀聖と呼ばれた男～（演出・絵コンテ・場面設定・キャラクターデザイン・総作画監督）
- CRびっくりぱちんこあしたのジョー（ライバル系リーチ演出・絵コンテ）
- CRぱちんこ超電磁ロボ コン・バトラーV（演出・絵コンテ・場面設定・キャラクターデザイン・メカデザイン・総作画監督）
- CRぱちんこAKB48（演出・絵コンテ・場面設定・キャラクターデザイン・総作画監督）
- CRぱちんこ クロユリ団地（コンセプトデザイン・演出監修・絵コンテ修正）
- CRぱちんこキン肉マン 夢の超人タッグ編（演出監修・絵コンテ修正）
- CRぱちんこAKB48　バラの儀式（演出・絵コンテ・場面設定・キャラクターデザイン・総作画監督）